# Nai Bazar
Nai Bazar (ook gespeld als Naya Bazar) is een nagar panchayat (plaats) in het district Bhadohi van de Indiase staat Uttar Pradesh.

## Demografie
Volgens de Indiase volkstelling van 2001 wonen er 11.887 mensen in Nai Bazar, waarvan 54% mannelijk en 46% vrouwelijk is. De plaats heeft een alfabetiseringsgraad van 53%.